# Kolarstwo na Letnich Igrzyskach Olimpijskich 2008 – wyścig indywidualny na dochodzenie kobiet
Wyścig na dochodzenie kobiet podczas Letnich Igrzysk Olimpijskich 2016 rozegrany został 15 - 16 sierpnia na torze Laosham Welodrom.
Wyścig był rozgrywany na dystansie 3000 m.

## Terminarz
Czas w Pekinie (UTC+08:00)
| Data             | Godzina | Runda          |
| ---------------- | ------- | -------------- |
| 15 sierpnia 2008 | 18:00   | Kwalifikacje   |
| 16 sierpnia 2008 | 17:05   | Pierwsza runda |
| 17 sierpnia 2008 | 17:05   | Finały         |

## Wyniki

### Kwalifikacje
| Pozycja | Zawodniczka          | Czas     | Średnia prędkość (km/h) | Uwaga |
| ------- | -------------------- | -------- | ----------------------- | ----- |
| 1.      | Wendy Houvenaghel    | 3:28,443 | 51,812                  | Q     |
| 2.      | Rebecca Romero       | 3:28,641 | 51,763                  | Q     |
| 3.      | Łesia Kałytowśka     | 3:31,942 | 50,957                  | Q     |
| 4.      | Alison Shanks        | 3:34,312 | 50,393                  | Q     |
| 5.      | Sarah Hammer         | 3:35,471 | 50,122                  | Q     |
| 6.      | Vilija Sereikaitė    | 3:36,063 | 49,985                  | Q     |
| 7.      | Katie Mactier        | 3:38,178 | 49,500                  | Q     |
| 8.      | Lada Kozlíková       | 3:39,561 | 49,189                  | Q     |
| 9.      | Karin Thürig         | 3:40,862 | 48,899                  |       |
| 10.     | María Luisa Calle    | 3:41,175 | 48,830                  |       |
| 11.     | Verena Jooß          | 3:44,480 | 48,111                  |       |
| 12.     | Svetlana Pauliukaitė | 3:45,691 | 47,853                  |       |
| 13.     | Evelyn García        | 3:56,849 | 45,598                  |       |

### Pierwsza runda
W pierwszej rundzie podział na poszczególne wyścigi odbył się na podstawie kwalifikacji i odbył się według zasady:

Wyścig 1 : 4 drużyna kwalifikacji z 5 drużyną kwalifikacji

Wyścig 2 : 3 drużyna kwalifikacji z 6 drużyną kwalifikacji

Wyścig 3 : 2 drużyna kwalifikacji z 7 drużyną kwalifikacji

Wyścig 4 : 1 drużyna kwalifikacji z 8 drużyną kwalifikacji
Zwycięzcy wyścigów zgodnie z osiągniętymi czasami awansowali do wyścigów o medale (dwaj pierwsi o złoty medal dwaj pozostali o medal brązowy). Pozostałe drużyny zostały sklasyfikowane na podstawie uzyskanych czasów.
| Pozycja | Wyścig | Zawodniczka       | Kraj              | Wynik       | Uwagi |
| ------- | ------ | ----------------- | ----------------- | ----------- | ----- |
| 1.      | 3      | Rebecca Romero    | Wielka Brytania   | 3:27,703    | Q     |
| 2.      | 4      | Wendy Houvenaghel | Wielka Brytania   | 3:27,829    | Q     |
| 3.      | 2      | Łesia Kałytowśka  | Ukraina           | 3:31,785    | Q     |
| 4.      | 1      | Alison Shanks     | Nowa Zelandia     | 3:32,478    | Q     |
| 5.      | 1      | Sarah Hammer      | Stany Zjednoczone | 3:34,257    |       |
| 6.      | 2      | Vilija Sereikaitė | Litwa             | 3:36,808    |       |
| 7.      | 3      | Katie Mactier     | Australia         | Doścignięta |       |
| 8.      | 4      | Lada Kozlíková    | Czechy            | DNF         |       |

## Finały

### Runda medalowa
| Wyścig          | Zawodniczka       | Kraj            | Czas     | Pozycja |
| --------------- | ----------------- | --------------- | -------- | ------- |
| o złoty medal   | Rebecca Romero    | Wielka Brytania | 3:28,321 | złoto   |
| o złoty medal   | Wendy Houvenaghel | Wielka Brytania | 3:30,395 | srebro  |
| o brązowy medal | Łesia Kałytowśka  | Ukraina         | 3:31,413 | brąz    |
| o brązowy medal | Alison Shanks     | Nowa Zelandia   | 3:34,156 | 4.      |